# Ressaca Buriti
Ressaca Buriti é um dos quatorze distritos rurais do município brasileiro de Santo Ângelo, no Rio Grande do Sul. Situa-se a oeste do território do município.
Faz divisa com os distritos de Colônia Municipal, União e Buriti e com o município de Vitória das Missões. O distrito possui 191 habitantes, de acordo com o censo de 2010.

## História
O distrito foi reconhecido oficialmente pela Lei Municipal nº 1402, de 25 de julho de 1991, desmembrando-se de Buriti.
As primeiras famílias que se instalaram nessa localidade foram principalmente de origem alemã: Wachter, Zimpel, Bender, Raos, Frees, Schplet, Brissaw, Fautinel, Dalmaso, Burim e Serafim.

## Atualidade
No distrito possui uma escola de ensino fundamental. Nele fica localizada a Aldeia Indígena Guarani Tekoá Pyau.

## Cursos d'água
- Arroio Buriti
- Rio Ijuí